# Подварак
Подварак је јело познато на Балкану, Оријенту, али и у неким европским државама. Основни састојак подварка је кисели купус исецкан на резанце, уз додатак разних зачина: црни лук, алева паприка, бибер.
Постоји више верзија подварка, посебно у погледу додатих зачина. Негде се додају ловоров лист, бели лук и вино.
Уз подварак се једу различите врсте печеног или прженог меса: ћуреће, свињско, разне кобасице и сл.
Ненад Костић, у Дневнику куварског шегрта, каже: "Подварак је једно од оних јела која ћемо са оклевањем понудити госту из западних земаља. Не зато што га се стидимо, већ зато што, ако имамо и мрвицу гастрономске свести, знамо да је у питању калоријска бомба и једно од оних јела каква се у развијеном свету данас протерују са трпеза. Заједно са тврдом, сељачком пројом, подварак је једно планинско, сеоско задовољство, асоцијација на врео шпорет „смедеревац” и утеха после целодневног рада. У подварак, зна се, иде маст у више облика: и чиста свињска маст, и она добијена из сланине да му да племенит укус сувог меса, и она која долази из меса које се додаје подварку".

## Слична јела
Специјалитет североисточне француске покрајине - алзашки шукрут (choucroute, франц. - кисели купус) добио је ознаку заштићеног регионалног производа, а очекује се да добије и ознаку географског порекла ЕУ. Сличан је српском подварку јер се прави од киселог купуса исеченог на резанце, који се пржи на путеру и сирћету или вину, са додатком коријандера и ловора, али и разних других зачина.